# Shōen Uemura
Shōen Uemura  (上村 松園?, Uemura Shōen), pseudonimo di Tsune Uemura (上村 津禰?, Uemura Tsune; Kyoto, 23 aprile 1875 – 27 agosto 1949), è stata una pittrice giapponese attiva nel periodo Meiji, periodo Taishō e all’inizio del periodo Shōwa.
L'artista è conosciuta principalmente per la pittura di beltà femminili (bijinga), rappresentazione di donne di grande bellezza nello stile nihonga, sebbene nel corso della sua vita abbia anche realizzato numerosi lavori di tema storico e di soggetto tradizionale. 

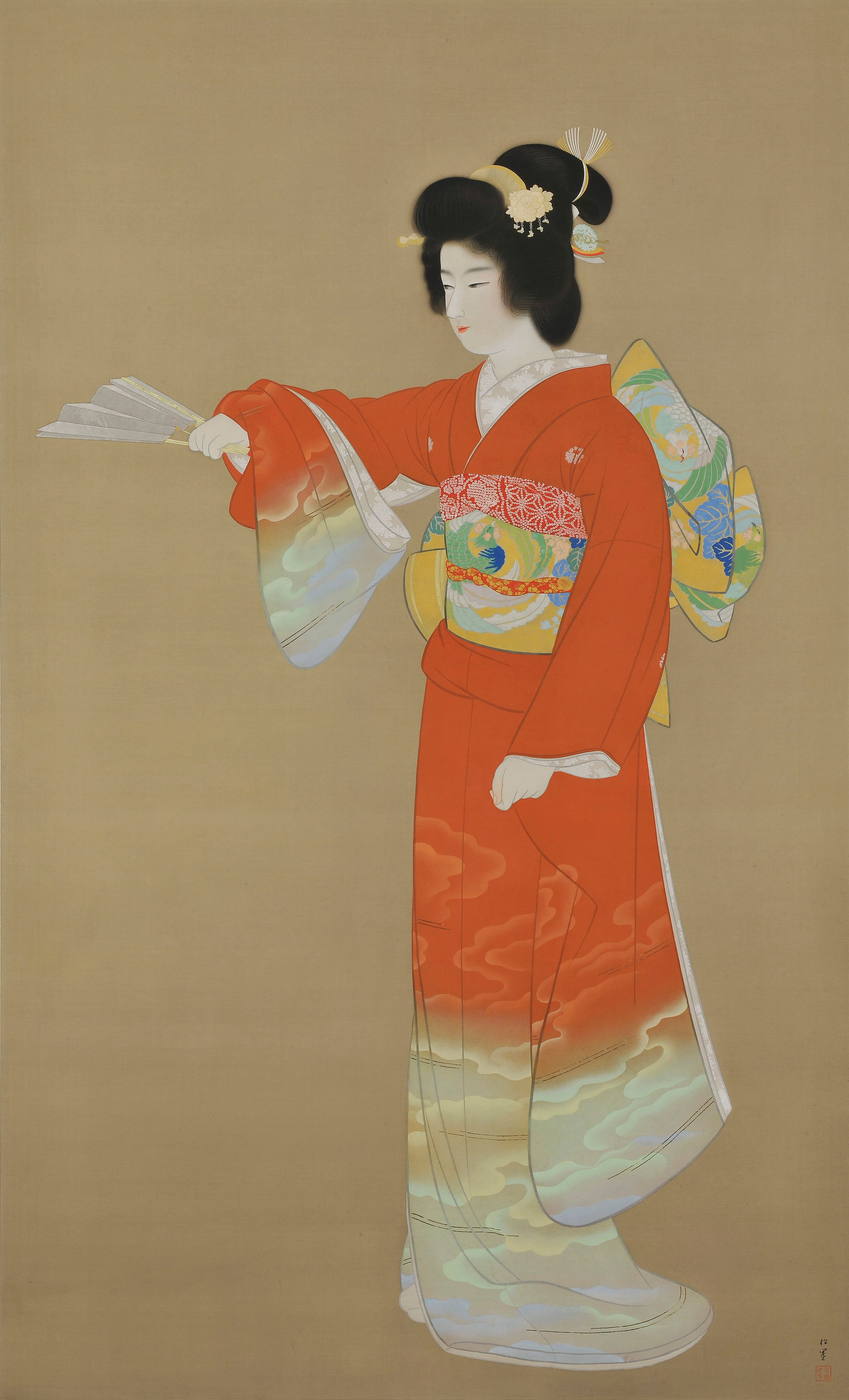
Danza dal preludio del Nō (1936).

## Biografia
Shōen Uemura nacque a Shimogyō-ku, un quartiere di Kyoto, secondogenita di un mercante di tè che morì due mesi prima della sua nascita. Crebbe in un ambiente esclusivamente femminile, allevata dalla madre e dalle zie. Ancora bambina, Shōen si dedicò al disegno dimostrando una notevole abilità nella rappresentazione della figura umana. Si appassionò alle opere di Katsushika Hokusai e la madre, che gestiva la raffinata sala da tè ereditata dal marito, la sostenne nella decisione di dedicarsi alla carriera artistica.
Studiò all’Università delle arti di Kyoto, dove frequentò i corsi di pittura cinese, e di pittura del paesaggio tenuti dal pittore Suzuki Shōnen (1849–1918). Si dedicò inoltre allo studio degli stili della scuola Kanō e della scuola Sesshū; Suzuki fu molto colpito dalla dedizione e dalla tecnica artistica della sua allieva, e in riconoscimento del suo talento le concesse l’uso del primo kanji del proprio pseudonimo Shōnen (松年?). Il gesto di un maestro donare il proprio nome d'arte a un allievo prediletto è comunque nella tradizione artistica giapponese, ma ai tempi era inusuale che coinvolgesse una donna, e per un certo periodo la reputazione della Uemura ne rimase infangata dal momento che fu sospettata di aver una relazione con il docente (fatto che potrebbe anche corrispondere a verità). Poco dopo diede alla luce un figlio illegittimo, il futuro pittore Shōkō Uemura, che crebbe da madre single; anche per la successiva bambina non dichiarò mai il nome del padre.
Nel 1894 la Uemura divenne allieva di Kōno Bairei, che la formò a una precisa delineazione della figura umana, e in seguito del suo successore Takeuchi Seihō. Vinse il suo primo riconoscimento locale nel 1898 con un’opera selezionata per la Esposizione di arte vecchia e nuova (新古美術展覧会?, Shinko bijutsu tenrankai) di Kyoto, e il suo primo premio di livello nazionale nel 1900 per il dipinto proposto per l’esposizione organizzata dall'Accademia giapponese d’arte (日本美術院?, Nihon bijutsuin) unitamente all’Associazione giapponese d’arte (日本絵画協会?, Nihon kaiga kyōkai).
Negli anni successivi, a partire dal 1907, si concentrò su opere destinate all’esposizione e alla vendita alle mostre Bunten patrocinate dal governo. L’acquisto del suo dipinto Rappresentazioni di beltà nelle quattro stagioni (四季美人図?, Shiki bijinzu) da parte del Duca di Connaught della famiglia reale inglese in visita in Giappone contribuì a elevare la sua fama. A partire dalle proprie competenze artistiche, dall’interesse per la silografia e per gli stili classici della pittura giapponese, la Uemura ha sviluppato nuove tecniche e stili compositivi per un’ampia gamma di soggetti. Tra il 1917 e il 1922 a seguito di un periodo di crisi, rinunciò a partecipare a mostre e esposizioni.
Ne 1924, la Uemura ritornò al mondo dell’arte esponendo il dipinto intitolato La principessa Yōki (楊貴妃?, Yō kihi) alla quarta esposizione dell’Accademia imperiale delle Arti, ora conservato al Museo d'arte Shōhaku di Nara. Durante gli anni '30, in età matura, la pittrice iniziò a realizzare opere di ampio formato: sono di questo periodo il dittico Primavera (春?, Haru) e Autunno (秋?, Aki) del 1930, Danza dal preludio del Nō (序の舞?, Jo no mai) del 1936 e Komachi che lava il manoscritto (草紙洗小町?, Soshi arai Komachi) (1937). Nel 1941, la Uemura fu la prima pittrice donna in Giappone a essere nominata membro dell’Accademia Imperiale delle Arti, e fu inoltre nominata Artista della Casa imperiale nel 1944.
Durante la seconda guerra mondiale sostenne i nazionalisti con opere quali Tardo autunno (晩秋?, Banshū) che rappresenta una bellezza femminile nell’atto di dare il proprio contributo al sostegno della guerra. Nonostante l’età avanzata, durante la seconda guerra sino-giapponese su invito del Governo giapponese viaggiò in zona di guerra a scopo di propaganda. Con il deterioramento delle condizioni di vita a seguito della guerra, nel febbraio 1945, la Uemura lasciò Kyoto per trasferirsi alla periferia di Nara. Nel 1948, fu la prima donna a essere insignita dell’Ordine della Cultura. Il dipinto Danza dal preludio del Nō è stata la prima opera di artista donna a essere inserita tra le Opere di importanza nazionale del Giappone da parte dell’Istituto per gli affari culturali del Ministero della Cultura.

## Opere principali e temi
Temi ed elementi del teatro tradizionale Nō compaiono frequentemente nelle sue opere, ma la rappresentazione delle donne sia come beltà femminili (bijinga) sia come donne del popolo nelle attività della vita quotidiana rimase il soggetto prevalente nei suoi lavori, talvolta componendo entrambi gli aspetti del teatro Nō e della rappresentazione femminile in un'unica opera. Danza dal preludio del Nō e Komachi che lava il manoscritto sono entrambe ispirate al teatro Nō: la prima rappresenta la danza che introduce l’opera, la seconda è il titolo di un dramma teatrale sul poeta Ono no Komachi, vissuto nel periodo Heian. Entrambi i dipinti sono caratterizzati da un’atmosfera solenne con una grande figura centrale su sfondo vuoto, con l’uso del colore accuratamente pianificato in modo che le pieghe luminose degli abiti si staglino a rilievo sul profilo del fondo. Molti dei suoi lavori della maturità, tra cui Crepuscolo (1941), Giorno limpido (1941), e Tardo autunno (1943), raffigurano donne del popolo impegnate in attività quotidiane con grande vitalità. Come per altri suoi lavori dagli anni 30 in poi, Shōen dimostra grande abilità nell’uso dello spazio negativo, con dettagli realistici, linee nette e tonalità di colore pacate. Numerose di queste opere, in particolare Danza dal preludio del Nō sono ora considerate le sue opere più notevoli.

## Galleria d'immagini

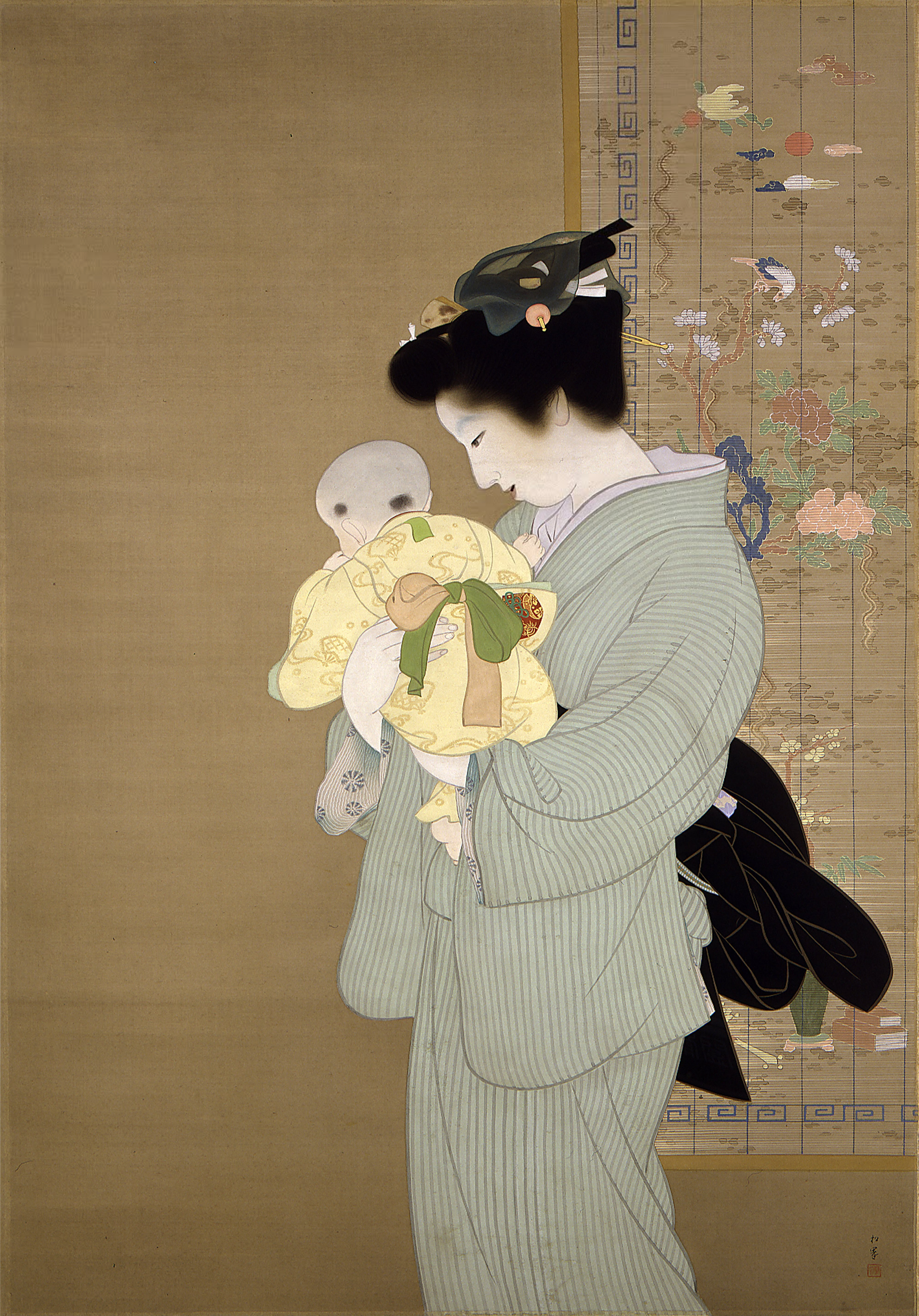
Mamma con bambino – pittura su seta - Museo Nazionale d’Arte moderna di Tokyo
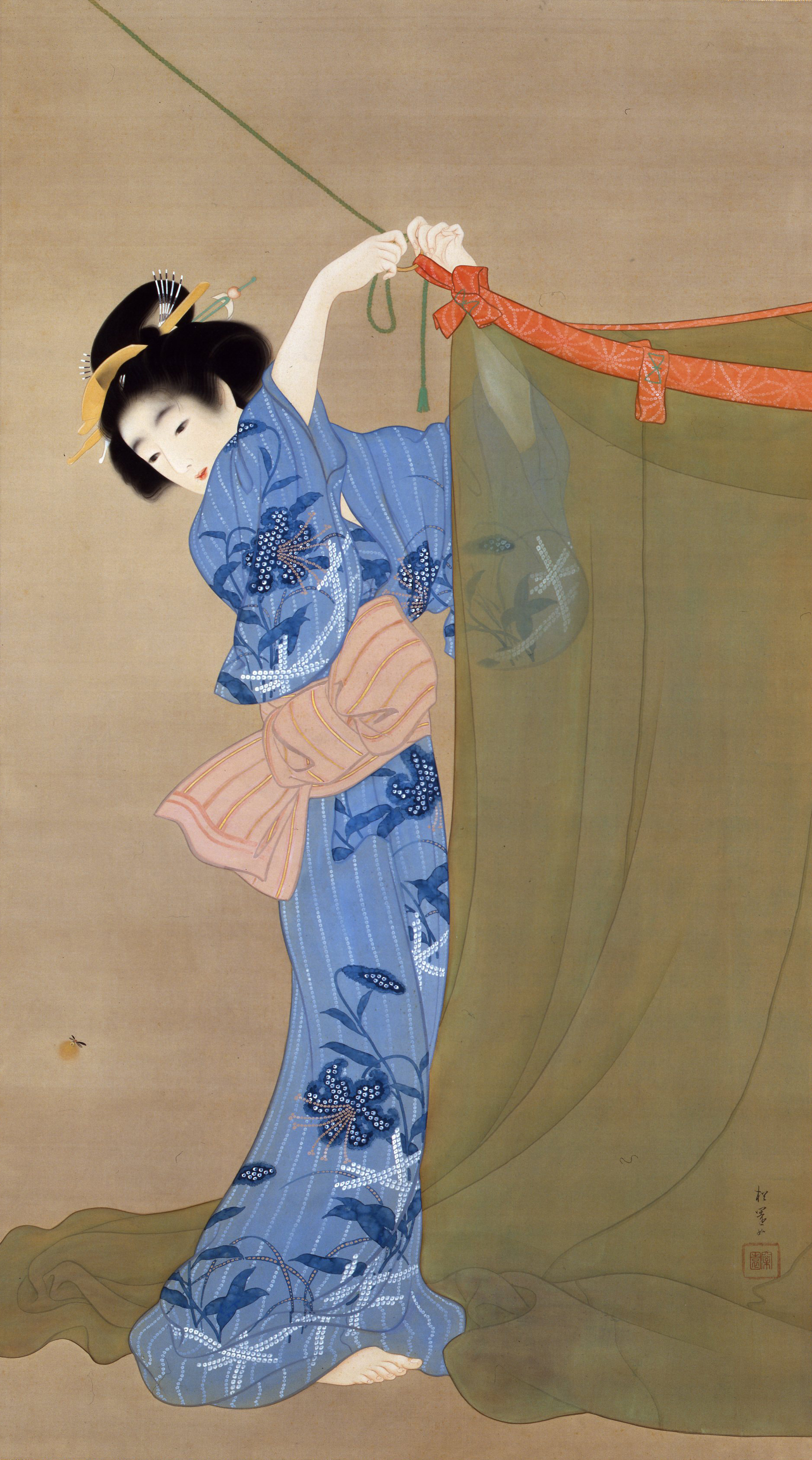
Libellula – Museo d’Arte di Yamanate
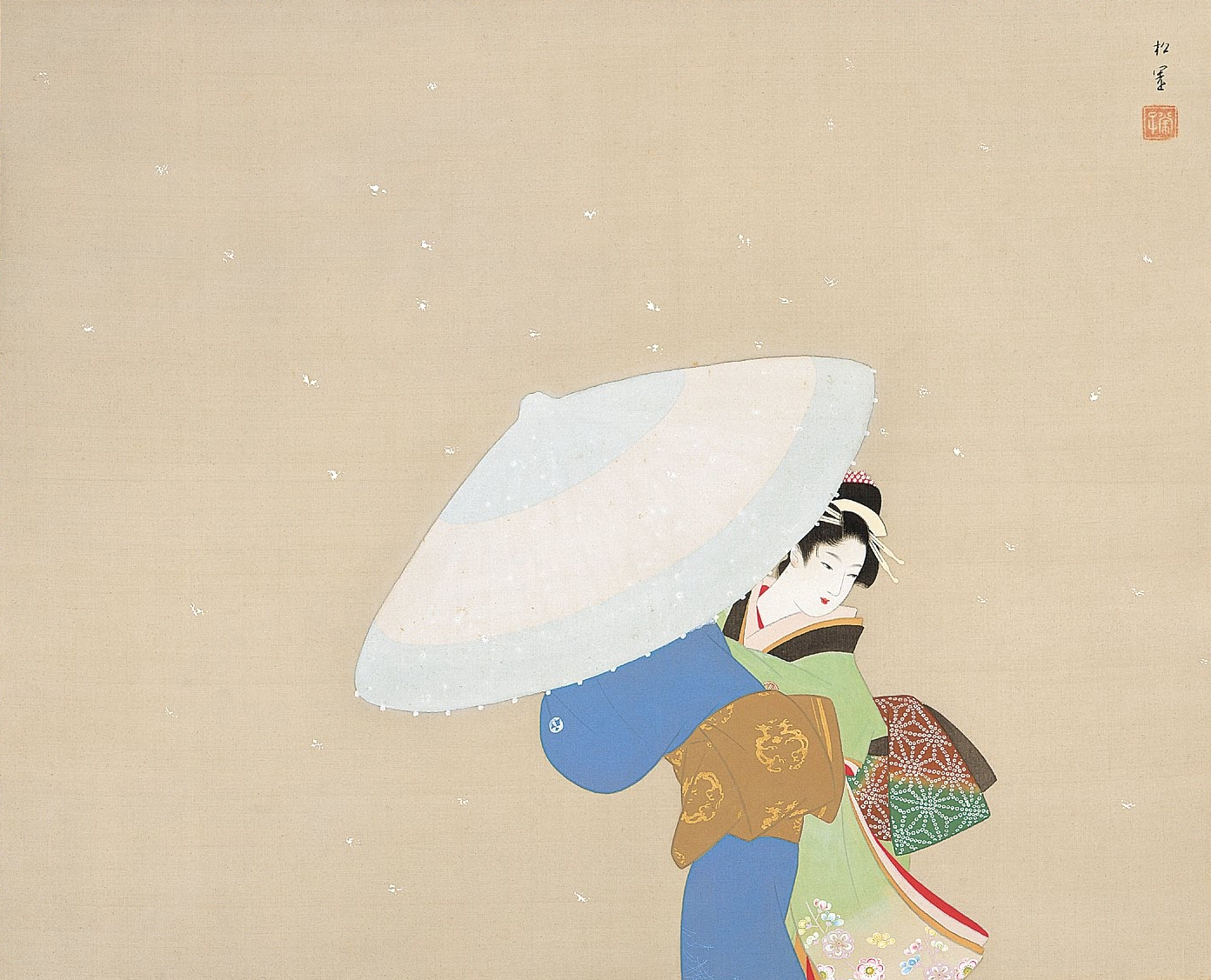
Neve – Museo d’Arte Shohaku, Nara

## Filatelia
Le opere di Uemura Shōen sono state selezionate due volte dal Governo giapponese per la realizzazione di francobolli commemorativi:
- 1965: Danza Noh, preludio, a ricordo della settimana filatelica
- 1980: Mamma e il suo bambino, per la serie “Arte moderna”

Nel 2000, la fotografia di Shōen Uemura è stata oggetto di un francobollo postale della serie “Protagonisti culturali” delle poste giapponesi.